# Seznam dílů seriálu Mladí a hladoví
Toto je seznam dílů seriálu Mladí a hladoví.

## Přehled řad
| Řada | Díly | Premiéra v USA  | Premiéra v USA     | Premiéra v ČR  | Premiéra v ČR     |
| Řada | Díly | První díl       | Poslední díl       | První díl      | Poslední díl      |
| ---- | ---- | --------------- | ------------------ | -------------- | ----------------- |
| 1    | 10   | 25. června 2014 | 27. srpna 2014     | 13. února 2016 | 22. února 2016    |
| 2    | 21   | 25. března 2015 | 24. listopadu 2015 | 23. února 2016 | 14. března 2016   |
| 3    | 10   | 3. února 2016   | 6. dubna 2016      | 16. října 2017 | 19. října 2017    |
| 4    | 10   | 1. června 2016  | 3. srpna 2016      | 20. října 2017 | 23. října 2017    |
| 5    | 20   | 13. března 2017 | 25. července 2018  | 23. října 2017 | 31. prosince 2018 |

## Seznam dílů

### První řada (2014)
| Č. v seriálu | Č. v řadě | Původní název                            | Český název      | Režie             | Scénář                      | Premiéra v USA    | Premiéra v ČR  |
| ------------ | --------- | ---------------------------------------- | ---------------- | ----------------- | --------------------------- | ----------------- | -------------- |
| 1            | 1         | Pilot                                    | Zkušební večeře  | Andy Cadiff       | David Holden                | 25. června 2014   | 13. února 2016 |
| 2            | 2         | Young & Ringless                         | Ztracený prste   | Phill Lewis       | David Holden                | 2. července 2014  | 14. února 2016 |
| 3            | 3         | Young & Lesbian                          | Rande            | Arlene Sanford    | Jenny Lee                   | 9. července 2014  | 15. února 2016 |
| 4            | 4         | Young & Pregnant                         | Těhotenství      | Robbie Countryman | Andrea Abbate               | 16. července 2014 | 16. února 2016 |
| 5            | 5         | Young & Younger                          | Mladíček         | Andy Cadiff       | Caryn Lucas                 | 23. července 2014 | 17. února 2016 |
| 6            | 6         | Young & Punchy                           | Práce především  | Andy Cadiff       | Michael Dow a Devon Kelly   | 30. července 2014 | 18. února 2016 |
| 7            | 7         | Young & Secret                           | Nejlepší kámošky | Andy Cadiff       | Ali Schouten a Ryan Shankel | 6. srpna 2014     | 19. února 2016 |
| 8            | 8         | Young & Car-less                         | Bez auta         | Phill Lewis       | Lucas Brown Eyes            | 13. srpna 2014    | 20. února 2016 |
| 9            | 9         | Young & Getting Played                   | Obelstěná        | Anthony Rich      | Ali Schouten a Ryan Shankel | 20. srpna 2014    | 21. února 2016 |
| 10           | 10        | Young & Thirty (...and Getting Married!) | Na vdávání       | Phill Lewis       | David Holden                | 27. srpna 2014    | 22. února 2016 |

### Druhá řada (2015)
| Č. v seriálu | Č. v řadě | Původní název                         | Český název                      | Režie           | Scénář                                        | Premiéra v USA  | Premiéra v ČR   |
| ------------ | --------- | ------------------------------------- | -------------------------------- | --------------- | --------------------------------------------- | --------------- | --------------- |
| 11           | 1         | Young & Too Late                      | Příliš pozdě                     | Anthony Rich    | Caryn Lucas                                   | 25. března 2015 | 23. února 2016  |
| 12           | 2         | Young & Cookin'                       | Soutěž ve vaření                 | Andy Cadiff     | Jenny Lee                                     | 1. dubna 2015   | 24. února 2016  |
| 13           | 3         | Young & Munchies                      | Svačinka                         | Katy Garretson  | David Holden                                  | 8. dubna 2015   | 25. února 2016  |
| 14           | 4         | Young & Old                           | Mladí staří                      | Michael J. Shea | Andrea Abbate                                 | 15. dubna 2015  | 26. února 2016  |
| 15           | 5         | Young & First Time                    | Poprvé                           | Linda Mendoza   | Michael Dow a Devon Kelly                     | 22. dubna 2015  | 27. února 2016  |
| 16           | 6         | Young & Moving                        | Stěhování                        | Joe Nussbaum    | Jonathan Schmock                              | 29. dubna 2015  | 28. února 2016  |
| 17           | 7         | Young & Ferris Wheel                  | Ruské kolo                       | Katy Garretson  | Jenny Lee                                     | 6. května 2015  | 29. února 2016  |
| 18           | 8         | Young & Sandwich                      | Sendvič                          | Jean Sagal      | Cindy Appel                                   | 13. května 2015 | 1. března 2016  |
| 19           | 9         | Young & Pretty Woman                  | Pretty Woman                     | Andy Cadiff     | Caryn Lucas                                   | 20. května 2015 | 2. března 2016  |
| 20           | 10        | Young & Part Two                      | Pokračování                      | Alfonso Ribeiro | David Holden                                  | 27. května 2015 | 3. března 2016  |
| 21           | 11        | Young & How Gabi Got Her Job Back     | Jak Gábi dostala svou práci zpět | Katy Garretson  | Devon Kelly a Mike Dow                        | 19. srpna 2015  | 4. března 2016  |
| 22           | 12        | Young & Back to Normal                | Návrat do normálu                | Katy Garretson  | Ali Schouten a Ryan Shankel                   | 26. srpna 2015  | 5. března 2016  |
| 23           | 13        | Young & Unemployed                    | Bez zaměstnání                   | Andy Cadiff     | Andrea Abbate                                 | 2. září 2015    | 6. března 2016  |
| 24           | 14        | Young & Oh Brother                    | Jé, bratr!                       | Andy Cadiff     | Lucas Brown Eyes                              | 9. září 2015    | 7. března 2016  |
| 25           | 15        | Young & Earthquake                    | Zemětřesení                      | Andy Cadiff     | David Holden                                  | 16. září 2015   | 8. března 2016  |
| 26           | 16        | Young & How Sofia Got Her Groove Back | Zpátky na koni                   | Andy Cadiff     | Ryan Shankel, Ali Schouten a Lucas Brown Eyes | 23. září 2015   | 9. března 2016  |
| 27           | 17        | Young & Trashy                        | Po pás v odpadcích               | Phill Lewis     | Diana Snyder                                  | 23. září 2015   | 10. března 2016 |
| 28           | 18        | Young & Doppelganger                  | Tvrdí                            | Andy Cadiff     | Peter Marc Jacobson                           | 30. září 2015   | 11. března 2016 |
| 29           | 19        | Young & Younger Brother (Part 1)      | Mladší bratr (1. část)           | Andy Cadiff     | Caryn Lucas                                   | 14. října 2015  | 12. března 2016 |
| 30           | 20        | Young & Younger Brother (Part 2)      | Mladší bratr (2. část)           | Andy Cadiff     | David Holden                                  | 14. října 2015  | 13. března 2016 |

### Vánoční speciál (2015)
| Č. v seriálu | Původní název     | Český název | Režie        | Scénář      | Premiéra v USA     | Premiéra v ČR   |
| ------------ | ----------------- | ----------- | ------------ | ----------- | ------------------ | --------------- |
| 31           | Young & Christmas | Vánoce      | Katy Garrets | Cindy Appel | 24. listopadu 2015 | 14. března 2016 |

### Třetí řada (2016)
| Č. v seriálu | Č. v řadě | Původní název                       | Český název             | Režie       | Scénář                      | Premiéra v USA  | Premiéra v ČR  |
| ------------ | --------- | ----------------------------------- | ----------------------- | ----------- | --------------------------- | --------------- | -------------- |
| 32           | 1         | Young & The Next Day                | Další Den               | Andy Cadiff | Caryn Lucas                 | 3. února 2016   | 16. října 2017 |
| 33           | 2         | Young & Coachella                   | Není to sen             | Andy Cadiff | David Holden                | 10. února 2016  | 17. října 2017 |
| 34           | 3         | Young & First Date                  | Jako z pohádkové knížky | Andy Cadiff | Jenny Lee                   | 17. února 2016  | 17. října 2017 |
| 35           | 4         | Young & Parents                     | Dvojité rande           | Andy Cadiff | Mike Dow a Devon Kelly      | 24. února 2016  | 17. října 2017 |
| 36           | 5         | Young & Therapy                     | Párová terapie          | Andy Cadiff | Andrea Abbate               | 2. března 2016  | 18. října 2017 |
| 37           | 6         | Young & Rachael Ray                 | Trosky                  | Andy Cadiff | Ali Schouten a Ryan Shankel | 9. března 2016  | 18. října 2017 |
| 38           | 7         | Young & Rob'd                       | Já jsem ti to říkala    | Andy Cadiff | Lucas Brown Eyes            | 16. března 2016 | 18. října 2017 |
| 39           | 8         | Young & Clippy Young & Getting Real | Zvědaví fanoušci        | Andy Cadiff | Lucas Brown Eyes            | 23. března 2016 | 19. října 2017 |
| 40           | 9         | Young & Lottery                     | Prohra nebo výhra       | Andy Cadiff | Diana Snyder                | 30. března 2016 | 19. října 2017 |
| 41           | 10        | Young & No More Therapy             | Já počkám               | Andy Cadiff | Diana Snyder                | 6. dubna 2016   | 19. října 2017 |

### Čtvrtá řada (2016)
| Č. v seriálu | Č. v řadě | Původní název     | Český název        | Režie       | Scénář                   | Premiéra v USA    | Premiéra v ČR  |
| ------------ | --------- | ----------------- | ------------------ | ----------- | ------------------------ | ----------------- | -------------- |
| 42           | 1         | Young & Hawaii    | Líbánky na oko     | Andy Cadiff | Caryn Lucas              | 1. června 2016    | 20. října 2017 |
| 43           | 2         | Young & Hurricane | Uvěznění na Havaji | Andy Cadiff | Mike Dow a Devon Kelly   | 8. června 2016    | 20. října 2017 |
| 44           | 3         | Young & Fried     | Padesátka          | Phill Lewis | Jenny Lee                | 15. června 2016   | 20. října 2017 |
| 45           | 4         | Young & Piggy     | Prase              | Phill Lewis | Ryan Shankel             | 22. června 2016   | 21. října 2017 |
| 46           | 5         | Young & Fostered  | Starost            | Andy Cadiff | Andrea Abbate            | 29. června 2016   | 21. října 2017 |
| 47           | 6         | Young & Assistant | Asistent           | Andy Cadiff | Ryan Shankel             | 6. července 2016  | 21. října 2017 |
| 48           | 7         | Young & Bowling   | Tetička            | Andy Cadiff | David Holden             | 13. července 2016 | 22. října 2017 |
| 49           | 8         | Young & Sofia     | Sežeň ho nebo jdi  | Andy Cadiff | David Holden             | 20. července 2016 | 22. října 2017 |
| 50           | 9         | Young & Matched   | Rychloseznamka     | Andy Cadiff | Emily Ann Brandstetter   | 27. července 2016 | 22. října 2017 |
| 51           | 10        | Young & Screwed   | Kam se vrtneme     | Andy Cadiff | Gina Gold a Aurorae Khoo | 3. srpna 2016     | 23. října 2017 |

### Pátá řada (2017–2018)
| Č. v seriálu | Č. v řadě | Původní název           | Český název      | Režie           | Scénář                     | Premiéra v USA    | Premiéra v ČR     |
| ------------ | --------- | ----------------------- | ---------------- | --------------- | -------------------------- | ----------------- | ----------------- |
| 52           | 1         | Young & Punch Card      | Vyrážka          | Andy Cadiff     | David Holden               | 13. března 2017   | 23. října 2017    |
| 53           | 2         | Young & Valentine's Day | Valentýn         | Andy Cadiff     | Rachel Sweet               | 20. března 2017   | 23. října 2017    |
| 54           | 3         | Young & Kiki            | Kiki             | Andy Cadiff     | Lucas Brown Eyes           | 27. března 2017   | 24. října 2017    |
| 55           | 4         | Young & Josh's Dad      | Joshův otec      | Andy Cadiff     | Caryn Lucas                | 3. dubna 2017     | 24. října 2017    |
| 56           | 5         | Young & Softball        | Softball         | Andy Cadiff     | Mike Dow                   | 10. dubna 2017    | 24. října 2017    |
| 57           | 6         | Young & Couchy          | Gauč             | Andy Cadiff     | Andrea Abbate              | 24. dubna 2017    | 25. října 2017    |
| 58           | 7         | Young & Bridesmaids     | Družičky         | Andy Cadiff     | Diana Snyder               | 1. května 2017    | 25. října 2017    |
| 59           | 8         | Young & Vegas Baby      | Vegas            | Andy Cadiff     | Joshua Corey a Brian Kratz | 8. května 2017    | 25. října 2017    |
| 60           | 9         | Young & Hold            | Veverka          | Andy Cadiff     | Caryn Lucas                | 15. května 2017   | 26. října 2017    |
| 61           | 10        | Young & Amnesia         | Amnézie          | Andy Cadiff     | David Holden               | 22. května 2017   | 26. října 2017    |
| 62           | 11        | Young & Downtown Gabi   | Paní Downtown    | Andy Cadiff     | Ryan Shankel               | 20. června 2018   | 27. prosince 2018 |
| 63           | 12        | Young & Third Wheel     | Páté kolo u vozu | Brent Carpenter | Dayo Adesokan              | 20. června 2018   | 27. prosince 2018 |
| 64           | 13        | Young & Communication   | Komunikace       | Andy Cadiff     | Emily Ann Brandstetter     | 27. června 2018   | 28. prosince 2018 |
| 65           | 14        | Young & Handsy          | Užiteční         | Andy Cadiff     | David Holden               | 27. června 2018   | 28. prosince 2018 |
| 66           | 15        | Young & Mexico (Part 1) | Mexiko (1. část) | Andy Cadiff     | Devon Kelly                | 11. července 2018 | 29. prosince 2018 |
| 67           | 16        | Young & Mexico (Part 2) | Mexiko (2. část) | Andy Cadiff     | Caryn Lucas                | 11. července 2018 | 29. prosince 2018 |
| 68           | 17        | Young & Motorcycle      | Motorka          | Andy Cadiff     | Mike Dow                   | 18. července 2018 | 30. prosince 2018 |
| 69           | 18        | Young & Bullseye        | Zásah            | Andy Cadiff     | Jenny Lee                  | 18. července 2018 | 30. prosince 2018 |
| 70           | 19        | Young & Magic           | Kouzla           | Andy Cadiff     | Rachel Sweet               | 25. července 2018 | 31. prosince 2018 |
| 71           | 20        | Young & Yacht'in        | Jachta           | Andy Cadiff     | David Holden               | 25. července 2018 | 31. prosince 2018 |